# Iri-Hor
Iri-Hor (eigentlich Hor-iri, seltener Irihor geschrieben), auch als Ro gelesen, war eventuell ein altägyptischer König (Pharao) der 0. Dynastie (Prädynastik). In der Ägyptologie wird seine Existenz als König allerdings teilweise angezweifelt. Einige Gelehrte sehen in ihm eine Privatperson oder lediglich eine Besitzanzeige. Neuere Funde bekräftigen allerdings Iri-Hors Identität als Herrscher.

## Belege
Iri-Hors Name erscheint grob in Ton eingeritzt auf Gefäßen, die aus dem Doppelgrab B1 und B2 sowie aus den Gräbern der Könige Ka und Narmer in Abydos stammen. Im Grab des Narmer fand sich ein Tonsiegel, dessen Prägung aus den Hieroglyphen „Falke“ und „Mund“ besteht. Ein identisches Tonsiegel wurde in Zaujet el-Arjan gefunden. Sein Name erscheint auch in einer Felsinschrift auf dem Sinai. Dort ist der Name über einem Boot, neben dem Wort Weiße Mauer (der alte Name von Memphis), geschrieben. Aus Iri-Hors Zeit stammen die frühesten Nachweise für die Bezeichnungen „Schemau“ für Oberägypten und „Mehu“ für Unterägypten.

## Name und Identität

### Zur Lesung des Namens
Iri-Hors Name setzt sich aus den Gardiner-Zeichen G5 für „Horusfalke“ und D21 für „Mund“ zusammen. Während die heute gängige Lesung des Namens „Iri-Hor“ ist, lautete sie zu Flinders Petries und Werner Kaisers Zeiten noch „Ro“, da dies -neben dem Lautwert „r“- die übliche Lesung der Mund-Hieroglyphe war. Werner Kaiser und Günter Dreyer deuten und übersetzen Iri-Hors Namen als „Gefährte des Horus“, während Jürgen von Beckerath Horus Ra liest und es mit „Sprecher“ und, alternativ, mit „Oberhaupt“ übersetzt. Toby A. H. Wilkinson wiederum liest „Iri-Hor“. Ludwig D. Morenz mag sich auf gar keine Transkription festlegen und schlägt eine neutrale Lesung als „Horus Mund“ vor.

### Identität
Iri-Hors Name wurde lange Zeit weder in, noch neben einem königlichen Serech gefunden, sodass eine sichere Identifizierung als König vorerst schwierig blieb. Ägyptologen wie W. M. Flinders Petrie, Laurel Bestock und Jochem Kahl sahen dennoch in ihm einen eigenständigen Herrscher. Sie weisen auf die markante Schreibweise von Iri-Hors Namen hin: Der Horusfalke hält das Mund-Symbol in seinen Krallen. Auf mehreren Tonsiegeln wird diese Zeichengruppe von einem zweiten, freistehenden Mund-Symbol begleitet. Diese Schreibweise erinnert an zahlreiche anonyme Serechs, die von einem Horusfalken gehalten werden und bei denen einzelne Hieroglyphen dicht daneben stehen (anstatt innerhalb des Serechs). Daher sei das Argument, das Fehlen eines Serechs schließe die Existenz eines Königsnamens aus, unzureichend. Die Ägyptologen weisen abschließend darauf hin, dass sich zu Iri-Hors Zeiten der Serech als kanonisiertes Königswappen noch nicht durchgesetzt hatte.

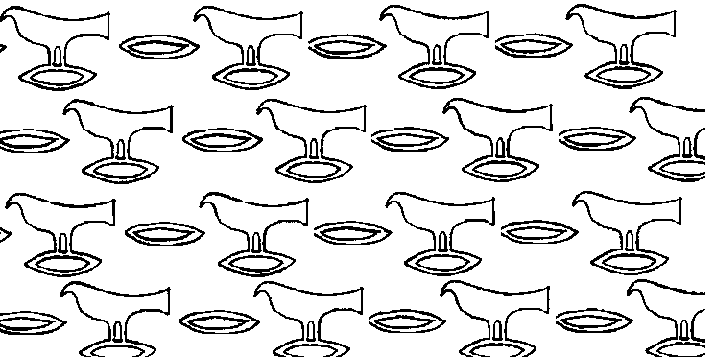
Tonsiegel mit dem Namen „Iri-Hor“

Plan des Grabes von Iri Hor

Andere Ägyptologen, darunter Peter Kaplony, vermuten hingegen hinter dem Namen eine Privatperson, deren Name wr r3 zu lesen ist.
Toby A. H. Wilkinson sieht in „Iri-Hor“ überhaupt keinen Namen, sondern eine Besitzanzeige und übersetzt entsprechend mit „Besitztum des Königs“. Grundlage seiner Einschätzung ist die in der Prädynastik erfolgte Verwendung des Falken als Hieroglyphe für den Begriff „König“. Ludwig D. Morenz und Kurt Sethe tendieren in ganz ähnliche Richtung und zweifeln Iri-Hors Identität als König ebenfalls an. Morenz beispielsweise argwöhnt, ob das Mund-Symbol nicht einfach eine phonetische Ergänzung zum Horusfalken ist. Kurt Sethe sieht die Zeichengruppe als Herkunftsanzeige an.

### Neuere Funde
Im August 2012 entdeckten die Archäologen Pierre Tallet und Damien Laisnay im Wadi 'Ameyra der Sinai-Halbinsel mehrere, aneinander gereihte Felsinschriften mit den Namen der Könige Skorpion II., Ka, Iri-Hor, Narmer, Djer und Raneb. Der Name von Iri-Hor, Falke-über-Mund, befindet sich über der Darstellung einer großen Königsbarke, direkt neben einem anonymen Serech. Damit ist Iri-Hors Name als der eines prädynastischen Herrschers ausgewiesen und die Theorien von Günter Dreyer und Jochem Kahl werden durch diesen Fund bekräftigt. Über Iri-Hors Namen befinden sich die Zeichen für Inebu Hedj, dem Namen der Stadt Memphis. Gemäß Tallet und Laisnay ist dies der bislang älteste Nachweis für die Existenz von Memphis.

## Mögliche Grabstätte
Iri-Hors mögliche Grabanlage in Umm el-Qaab, Tomb B, besteht aus zwei Kammern (B1 und B2). Sie wurde um 1901 von Flinders Petrie ausgegraben und durch Werner Kaiser Iri-Hor unter dem Namen „König Ro“ zugeordnet.

### Allgemeinliteratur
- Jürgen von Beckerath: Handbuch der ägyptischen Königsnamen (= Münchner ägyptologische Studien, Band 49). von Zabern, Mainz 1999, ISBN 3-8053-2591-6, S. 36–37.
- Thomas Schneider: Lexikon der Pharaonen. Albatros, Düsseldorf 2002, ISBN 3-491-96053-3, S. 138.

### Spezialliteratur
- Rainer Albertz: Räume und Grenzen: Topologische Konzepte in den antiken Kulturen des östlichen Mittelmeerraums. Utz, München 2007, ISBN 3-8316-0699-4.
- Laurel Bestock: The Development of Royal Funerary Cult at Abydos: Two Funerary Enclosures from the Reign of Aha (= Menes: Studien zur Kultur und Sprache der ägyptischen Frühzeit und des Alten Reiches, Band 6). Harrassowitz, Wiesbaden 2009, ISBN 3-447-05838-2.
- Douglas J. Brewer: Ancient Egypt: Foundations of a Civilization. Pearson Education, New York 2005, ISBN 0-582-77253-2.
- Edwin C. M. van den Brink: Two pottery jars incised with the name of Iry-Hor from Tomb B1 at Umm el-Ga'ab, Abydos. In: Günter Dreyer, Evamaria Engel, Vera Müller, Ulrich Hartung: Zeichen aus dem Sand: Streiflichter aus Ägyptens Geschichte zu Ehren von Günter Dreyer (= Menes. Band 5). Harrassowitz, Wiesbaden 2008, ISBN 3-447-05816-1.
- Jochem Kahl: Ober- und Unterägypten: Eine dualistische Konstruktion und ihre Anfänge. In: Rainer Albertz: Räume und Grenzen: Topologische Konzepte in den antiken Kulturen des östlichen Mittelmeerraums (= Quellen und Forschungen zur antiken Welt. Band 52). Utz, München 2007, ISBN 3-8316-0699-4 (online).
- Jochem Kahl: Das System der ägyptischen Hieroglyphenschrift in der 0.-3. Dynastie (= Göttinger Orientforschungen: Ägypten. Band 29). Harrassowitz, Wiesbaden 1994, ISBN 3-447-03499-8.
- Ludwig D. Morenz: Bild-Buchstaben und symbolische Zeichen. Die Herausbildung der Schrift der hohen Kultur Altägyptens (= Orbis Biblicus et Orientalis. Band 205). Academic Press, Fribourg 2004, ISBN 3-7278-1486-1.
- William M. Flinders Petrie: The royal tombs of the earliest dynasties: 1901. Part II (= Memoir of the Egypt Exploration Fund. Band 21). Egypt Exploration Fund u. a., London 1901 (Digitalisierung).
- William M. Flinders Petrie: Abydos: Part 1. 1902 (= Memoir of the Egypt Exploration Fund. Band 22). Egypt Exploration Fund u. a., London 1902.
- Toby A. H. Wilkinson: Early Dynastic Egypt: Strategies, Society and Security. Neuauflage, Routledge, London 2001, ISBN 978-0-415-26011-4.